# Dolichovespula pacifica
Dolichovespula pacifica is een vliesvleugelig insect uit de familie van de plooivleugelwespen (Vespidae). De wetenschappelijke naam is gepubliceerd in 1930 door Birula.